# Торнадо (филм)
Торнадо (енгл. Twister) амерички је филмски трилер из 1996. Режију потписује Јан де Бонт, по сценарију Мајкла Крајтона и Ен-Мари Мартин, док главне улоге тумаче Хелен Хант, Бил Пакстон, Џами Герц и Кери Елвес. Прати група аматерских, али полетних ловаца на олује који покушавају да користе уређај за истраживање торнада током избијања у Оклахоми.
Зарадио је преко 495 милиона долара и постао други филм по заради из 1996. Добио је углавном позитивне рецензије критичара и био номинован за два Оскара. Самостални наставак, Торнадо 2, премијерно је приказан у јулу 2024.

## Радња
Бил Хардинг, водитељ временске прогнозе, покушава да дође до своје жене, која је у потрази за торнадом, како би му потписала папире за развод, да би он могао да се ожени својом новом девојком Мелисом. Али Мајка Природа, има друге планове. Ускоро почиње серија олујних таласа широм Оклахоме, па се ово троје људи придружује специјалном тиму за олује, како би поставили посебан уређај за мерење јачине ветра, у само средиште опасног торнада.

## Улоге
| Глумац             | Улога          |
| ------------------ | -------------- |
| Хелен Хант         | Џо Хардинг     |
| Бил Пакстон        | Бил            |
| Кери Елвес         | Џонас          |
| Џами Герц          | др Мелиса Ривс |
| Лоис Смит          | Мег            |
| Алан Рак           | Рабит          |
| Шон Вејлен         | Сандерс        |
| Филип Симор Хофман | Дасти          |
| Џереми Дејвис      | Лоренс         |
| Џои Слотник        | Џои            |
| Тод Филд           | Белцер         |
| Вендл Џозефер      | Хејнс          |
| Зак Гренијер       | Еди            |
| Николас Садлер     | Кјубрик        |
| Абрахам Бенруби    | Буба           |
| Џејк Бјуси         | техничар       |
| Скот Томсон        | проповедник    |